# Spargiotto
Spargiotto je otok u otočju Maddalena, u Tirenskom moru, na sjeveroistoku Sardinije. Nalazi se u blizini otoka Spargi. 
Administrativno pripada općini La Maddalena i nalazi se unutar Nacionalnog parka otočja Maddalena.

## Vanjske poveznice
|  | Zajednički poslužitelj ima još gradiva o temi Spargiotto |